# Böhm János
Böhm János (Pest, 1860 – Budapest, 1944) rajztanár, festő, bélyegtervező.

## Pályája
A budapesti Mintarajziskolában – a Magyar Képzőművészeti Egyetem jogelődjében – tanult. Székely Bertalan tanítványa volt.
Rajztanárként működött Budapesten. Az Iparrajziskolában és a Vörösmarty Mihály Gimnáziumban tanított. Legismertebb tanítványa Tihanyi Lajos volt.
Szerepelt a Műcsarnok és a Nemzeti Szalon tárlatain. Gyakori témái közé tartozott a budapesti Duna-part a hidakkal, és a fővárosi polgárság kedvelt üdülőjének számító Zebegény. Egy tájképe a Magyar Nemzeti Galéria tulajdona.
Ő tervezte az 1900-1913 között milliós példányszámban megjelent turulos bélyegeket.